# 炭化タンタル
炭化タンタル（たんかタンタル、tantalum carbide）とは、組成式が TaC と表されるタンタルの炭化物。 非常に硬度が高い（モース硬度 9-10）耐火性のセラミック材料で、切削工具の部品として市販品にも用いられている。炭化タンタルの硬度を超える物質はほぼダイヤモンドに限られる。比重の大きい褐色の粉末で、焼結により取り扱われサーメットの材料となる。 炭化タングステンへ微結晶が添加されることもある。炭化タンタルは二種類の元素が化学量論的に化合した物質について知られている中では最も高い融点 (3880 ℃) を持つ。準化学量論的にタンタルを過剰に含む TaC0.89 はより高い融点を示す (4000 ℃)。
化学的には安定していて、水、希酸および希アルカリには不溶であるが硫酸およびフッ化水素とは幾分反応する。固体は電気伝導性を示し、臨界温度9.3 K以下では超伝導を示す。
鋳型のコーティングに用いた場合、表面の摩擦力を弱める。粉末は可燃性である。

## 複合材料
ロスアラモス国立研究所により開発された炭化タンタルとグラファイトから作られる複合材料は、これまで人工的に合成された材料の中で最も硬度が高い物質のひとつである。